# 仙台のスポーツ
仙台のスポーツ（せんだいのスポーツ）では、宮城県仙台市および仙台都市圏のスポーツについて取り上げる。

## プロスポーツ

### 仙台市を本拠地とするもの

#### 仙台プロスポーツネット
仙台は、Jリーグのベガルタ仙台、プロ野球の東北楽天ゴールデンイーグルス、Bリーグの仙台89ERS、WEリーグのマイナビ仙台レディースの4つのプロスポーツが本拠地とし、それぞれの球団に官民一体となった支援組織（ベガルタ仙台ホームタウン協議会、楽天イーグルス・マイチーム協議会、仙台89ERSホームタウン協議会、マイナビ仙台レディースホームタウン協議会）が存在する日本唯一の街。
そこで、各支援組織が持つ知識、機能、情報、事業を連携させることにより、各支援組織だけでは達成し得ない効果をもたらすとともに、4球団の連携を進め、仙台のプロスポーツを日本全国に発信し、さらなる地域密着、相互の活性化を図ることを目的として、仙台プロスポーツネットが設立された。
仙台商工会議所も4チーム合同企画として、プレゼントが当たる「仙台まちいこ スポまちラリー」を開催している。

#### プロスポーツチーム
以下のチームが仙台市に本拠を置いている。2015年および2016年に女子プロ野球「東北レイア」が仙台市を本拠地としていたが、2017年に「育成型特化チーム」として全国展開する方針となり移転した。仙台89ERSは、bjリーグ初年度に参加した6チーム（オリジナル6）の1つである。
試合運営は、球団スタッフに加え、各チーム毎に組織された市民ボランティアによって支えられている。これら以外にもスポーツイベント毎、競技場毎のボランティア団体（例えば宮城スタジアムのボランティア等）が仙台圏には多種多様あり、それらを「市民スポーツボランティアSV2004」が情報統括している。
なお、スポーツではないが、同様にプロとして活動しているオーケストラ「仙台フィルハーモニー管弦楽団」が仙台市を本拠としている。楽員数は76名で楽天イーグルスの選手数並みの大所帯であるが、総入場者数が92,266人、事業活動収入が約11億円と、仙台89ERSを上回るものの、ベガルタ仙台の半分弱程度となっている（数値は2016年度）。
※ 下記の表の「主催試合観客数」は、レギュラーシーズンのみのもので、ポストシーズンやカップ戦を含まない。
| チーム                | チーム                | 東北楽天 ゴールデンイーグルス                                              | ベガルタ仙台                                                             | 仙台89ERS                                                               | マイナビ仙台レディース            | SENDAI AIRJOKER.EXE              |
| 種目                  | 種目                  | 野球                                                                       | サッカー                                                                 | バスケットボール                                                        | 女子サッカー                      | 3x3                              |
| 創設年                | 創設年                | 2004年                                                                     | 1988年                                                                   | 2004年                                                                  | 2012年                            | 2018年                           |
| プロリーグ 参加初年度 | プロリーグ 参加初年度 | 2005年度                                                                   | 1999年度                                                                 | 2005年度                                                                | 2021年度                          | 2018年度                         |
| 所属リーグ            | 所属リーグ            | NPB （パ・リーグ）                                                         | Jリーグ （J2リーグ）                                                     | Bリーグ （B1リーグ）                                                    | WEリーグ                          | 3x3.EXE PREMIERE                 |
| 本拠地                | 施設                  | 楽天モバイルパーク宮城 （宮城野区、北緯38度15分23.7秒 東経140度54分9.4秒） | ユアテックスタジアム仙台 （泉区、北緯38度19分9.2秒 東経140度52分54.5秒） | ゼビオアリーナ仙台 （太白区、北緯38度13分49.42秒 東経140度53分13.74秒） | ユアテックスタジアム仙台 （泉区） | -                                |
| 本拠地                | 固定席数              | 31,272席                                                                   | 19,694席                                                                 | 4,009席                                                                 | 19,694席                          | 4,009席                          |
| 主催試合 観客数       | 平均                  | 23,972人/試合                                                              | 14,746人/試合                                                            | 2,419人/試合                                                            | 1,058人/試合                      |                                  |
| 主催試合 観客数       | 合計                  | 1,726,004人/72試合                                                         | 250,677人/17試合                                                         | 72,568人/30試合                                                         | 12,699人/12試合                   |                                  |
| 主催試合 観客数       | 統計年度              | 2018年                                                                     | 2017年                                                                   | 2016 - 17年                                                             | 2021年                            |                                  |
| 選手数                | 選手数                | 約70人                                                                     | 約30人                                                                   | 約10人                                                                  | 約25人                            | 約6人                            |
| 運営会社              | 運営会社              | (株)楽天野球団                                                             | (株)ベガルタ仙台                                                         | (株)仙台89ERS                                                           | (株)マイナビフットボールクラブ    | クロススポーツマーケティング(株) |
| 親会社                | 親会社                | 楽天グループ                                                               |                                                                          | 霞ヶ関キャピタル                                                        | マイナビ                          | ゼビオホールディングス           |
| 社員数                | 社員数                | 120人                                                                      | 36人                                                                     | 14人                                                                    | 13人                              |                                  |
| 運営規模              | 運営規模              | 売上高                                                                     | 営業収入                                                                 | 営業収入                                                                | 営業収入                          |                                  |
| 運営規模              | 運営規模              | 138億円 （2017年）                                                         | 27億1000万円 （2017年度）                                                | 04億4676万円 （2016年度）                                               | －                                |                                  |
| 宮城県内の 経済効果   | 宮城県内の 経済効果   | 約213億円 （2016年）                                                       | 約24億円 （2016年）                                                      | －                                                                      | －                                |                                  |
| マスコット            | マスコット            | クラッチ クラッチーナ スイッチ                                             | ベガッ太 ルターナ                                                        | ティナ                                                                  | マイビィ                          |                                  |
| チアリーダー          | チアリーダー          | 東北ゴールデンエンジェルス                                                 | ベガルタチアリーダーズ                                                   | 89ERSチアーズ                                                           | -                                 | -                                |
| ボランティア組織      | ボランティア組織      | 楽天イーグルスボランティア                                                 | ベガルタ仙台ボランティア クラブ                                          | 仙台89ERSボランティアスタッフ                                           | マイナビ仙台ボランティアスタッフ  |                                  |

レギュラーシーズン（リーグ戦）における、主催試合（ホームゲーム）での、年度別の1試合あたり平均観客数（人/試合）
レギュラーシーズン（リーグ戦）における、主催試合（ホームゲーム）での、年度別の合計観客数（人）

#### プロレス
- センダイガールズプロレスリング

2005年7月、みちのくプロレスが盛岡市から仙台市に本拠地を移した。同時に、女子プロレス団体のセンダイガールズプロレスリングを立ち上げた（プロレスがスポーツなのかエンターテインメントなのかは議論がある）。2009年8月、みちのくプロレスは岩手県八幡平市に本拠地を再移転し、現在、仙台本拠のプロレス団体は、仙女1団体のみである。
みちのくプロレスは、屋内のみならず屋外にリングを設営して試合を行うこともあり、仙台本拠地時代には、ARABAKI ROCK FEST.での「屋外プロレス」、東北楽天ゴールデンイーグルスの本拠地球場・フルキャストスタジアム宮城（当時）の球場前プロレス「レッスルフルスタ宮城」でMr.カラスコとの対戦、勾当台公園で開催される仙台放送感謝祭（ローカル番組で生中継される）での「街角プロレス」などがあった。

#### プロボクシング
- 新日本仙台ボクシングジム

2016年7月現在、仙台市内における唯一の北日本ボクシング協会加盟ジムである。新日本仙台ジムは年に1回、仙台産業展示館・アズテックミュージアム（2011年まではZepp Sendai）で興行を打っている。前身の仙台ジムに所属していた輸入ボクサーの仙台ラミレスことロベルト・ラミレスが渡辺二郎の持つWBAジュニアバンタム級、佐藤健太ことエリック・チャベスがロセンド・アルバレスの持つ同ミニフライ級、それぞれの世界王座に仙台で挑戦した経験がある。

#### セミプロ・社会人チーム
| チーム名                     | 種目         | 所属リーグ等               | 練習場   | 設立   | 廃止   |
| ---------------------------- | ------------ | -------------------------- | -------- | ------ | ------ |
| JR東日本東北硬式野球部       | 野球         | 日本野球連盟               | 利府町   | 1919年 |        |
| 東北マークス                 | 野球         | 日本野球連盟               | 名取市   | 1946年 |        |
| 七十七銀行硬式野球部         | 野球         | 日本野球連盟               | 富谷市   | 1980年 |        |
| JT硬式野球部                 | 野球         | 日本野球連盟               | 仙台市   | 1980年 | 2004年 |
| ソニー仙台FC                 | サッカー     | JFL                        | 多賀城市 | 1968年 | 2024年 |
| マイナビ仙台レディース       | サッカー     | WEリーグ                   | 仙台市   | 2011年 | 2020年 |
| ヴォスクオーレ仙台           | フットサル   | Fリーグ1部                 | 仙台市   | 2012年 |        |
| 仙台ベルフィーユ※            | バレーボール | Vチャレンジリーグ女子      | 富谷市   | 2011年 | 2017年 |
| リガーレ仙台                 | バレーボール | 地域リーグ                 | 富谷市   | 2018年 |        |
| トヨタ自動車東日本レガロッソ | ハンドボール | 日本ハンドボールリーグ男子 | 大郷町   | 2011年 |        |
| 東北マークス                 | バドミントン | バドミントン日本リーグ     | 仙台市   | 1972年 |        |
| 七十七銀行バドミントン部     | バドミントン | バドミントン日本リーグ     | 仙台市   | 1992年 |        |
| 七十七銀行陸上競技部         | 陸上競技     | 日本実業団陸上競技連合     | 仙台市   | 1987年 |        |

- 設立：前身のチームも含め、仙台都市圏に本拠を構えた年。
- ※（注）2017年6月に日本バレーボールリーグ機構からの退社勧告を受け、チームは解散となった。
- なお、東北6県に跨がるプロ野球の独立リーグ「東北ベースボールアカデミーリーグ」が、2006年度から始動する予定になっていたが、宮城県側の準備不足のため設立を断念した。

#### 連携
仙台に本拠を置くプロスポーツ団体はそれぞれ地域戦略が異なっているため、共同事業をし辛い状況にある。そこで、3球団のオブザーバー参加のもと、2007年4月に仙台市スポーツ振興課が事務局となり、各球団それぞれの支援組織である東北楽天ゴールデンイーグルス・マイチーム協議会、ベガルタ仙台ホームタウン協議会、イエローブースターズの3者が参加して「仙台プロスポーツネット」が設立された。支援組織を主体とした下からの地域密着要請をすることで、各球団の地域戦略を妨げないで仙台に地域密着する試みが始まった。
- 例
  - 2007年7月21日、プロ野球オールスターゲーム（於フルスタ宮城…当時）とみちのくダービー（於NDソフト山形）のパブリックビューイングを勾当台公園で開催。
  - 2008年3月29日（土）、東北楽天（vs北海道日本ハムファイターズ）はKスタ宮城（本拠地開幕戦）、ベガルタ（vs草津）はユアスタで各々昼過ぎから、89ERS（vs新潟）は塩竈市体育館で夕方から試合を行い、仙台三大プロスポーツ初のホームゲーム同日開催となった（3チームとも勝利）。観客の奪い合いになるところを、昼間の2チームのいずれかと夕方の89ERSの観戦を組み合わせた観戦パック商品を発売し、複数観戦を進めた。なお、Kスタとユアスタでは、仙台出身の人気お笑いコンビのサンドウィッチマンが登場した。
  - 2008年4月12日（土）、東北楽天（vsオリックス戦）はKスタ宮城、ベガルタ（vs徳島）はユアスタで各々昼過ぎから、89ERS（vs大阪）は青葉体育館で夕方から試合を行い、仙台三大プロスポーツ2度目のホームゲーム同日開催となった（楽天勝利、ベガルタ引分、89ERS負け）。この日も観戦パックが発売され、楽天と89ERSの観戦商品名は「仙台vs大阪」、ベガルタと89ERSのそれは「地下鉄シリーズ」と名付けられた。
  - 2008年10月19日、在仙プロ3球団の各スタジアムDJが、仙台コレクションで一緒にMCを担当。
  - 仙台89ERSはBリーグ2017-18シーズンからホームゲームの1節2戦を東北楽天とのコラボデーとして開催、コラボユニフォームで試合を行う・東北楽天の選手をゲストとして招くなどしている。

### 仙台市を準本拠地とするもの
- NECブルーロケッツ（バレーボール・男子Vリーグ）- 2009年6月休部。
- NECレッドロケッツ（バレーボール・女子Vリーグ）

バレーボールのVリーグは、従来、全国各地を巡回しながらの「集中開催方式」をとってきたが、近年、それぞれのチームの練習場がある都府県を中心に「ホームゲーム」を公式に標榜しながら開催する方式も一部採用するようになってきた。その流れの中、東京都府中市に練習場があるブルーロケッツが、2004～05年シーズンから仙台市を「準本拠地」と公式に決め、「ホームゲーム」の半分（3試合）を開催していた。また、神奈川県川崎市に練習場があるレッドロケッツも、2005～06年シーズンから仙台で「ホームゲーム」（1試合）を開催していた。但し、この2チームは、仙台での地域密着活動や広報活動をしているとは言い難い。なお、NECブルーロケッツの主将の大村悟と、NECレッドロケッツのエースにして全日本のエースであった大友愛の2人は、仙台出身である。また近郊の大崎市には強豪校である古川学園高等学校がある。

### ライバル関係
隣接する山形県のスポーツチームとの間には、ライバル関係がみられることがある。一例として、Jリーグ公式戦におけるベガルタ仙台とモンテディオ山形との対戦は「みちのくダービー」と呼ばれ、スタジアムが満員になる程の観客数を呼び込む最大のカードとなっている。両チームのサポーターの間での応援合戦は激しく、試合自体も白熱する（→日本のダービーマッチ）。
他には仙台の対戦相手として同じ東北に本拠地を置くJリーグチーム(山形、秋田、岩手、いわき)との対戦は「東北ダービー」と呼ばれる。仙台は13年ぶりにJ2に降格した際に「復興応援試合」で岩手、いわきとのJリーグ初対戦が実現した。2023年のJリーグ30周年記念試合は各地で好カードが組まれたが、仙台は山形とのダービーとなった。
また、スポーツの種類の垣根を越えて、仙台と山形にそれぞれ本拠を置くプロスポーツチームが一緒になって、イベントなどを開こうと模索されている。
- （参考）山形県に本拠地を置くプロスポーツチーム

1. モンテディオ山形（プロサッカー・Jリーグ）
2. パイオニアレッドウィングス（バレーボール・女子Vリーグ） - 現在は廃部
3. パスラボ山形ワイヴァンズ(プロバスケットボール・Bリーグ)

また、仙台を本拠地とするプロ野球イースタン・リーグ・東北楽天ゴールデンイーグルスの二軍球場は楽天イーグルス利府球場（練習場は楽天イーグルス泉練習場）であるが、当初は山形県野球場を使用していた。

### 仙台とプロ野球

#### 仙台フランチャイズ時代のロッテオリオンズ
プロ野球・ロッテオリオンズ（現千葉ロッテマリーンズ）は、かつて本拠地としていた東京都荒川区の東京スタジアムが1972年限りで閉鎖されたため、翌1973年から1977年までの5シーズンの間、暫定的に県営宮城球場（名称は当時）を専用球場としていた（ロッテの保護地域は1973年まで東京都、1974～1977年は宮城県）。1977年限りで神奈川県川崎市の川崎球場を使用していた大洋ホエールズ（現横浜DeNAベイスターズ）が横浜スタジアムに本拠地を移したのに伴い、ロッテは翌1978年から川崎に本拠地を移転した。

#### ライブドアの仙台本拠地宣言から楽天承認まで

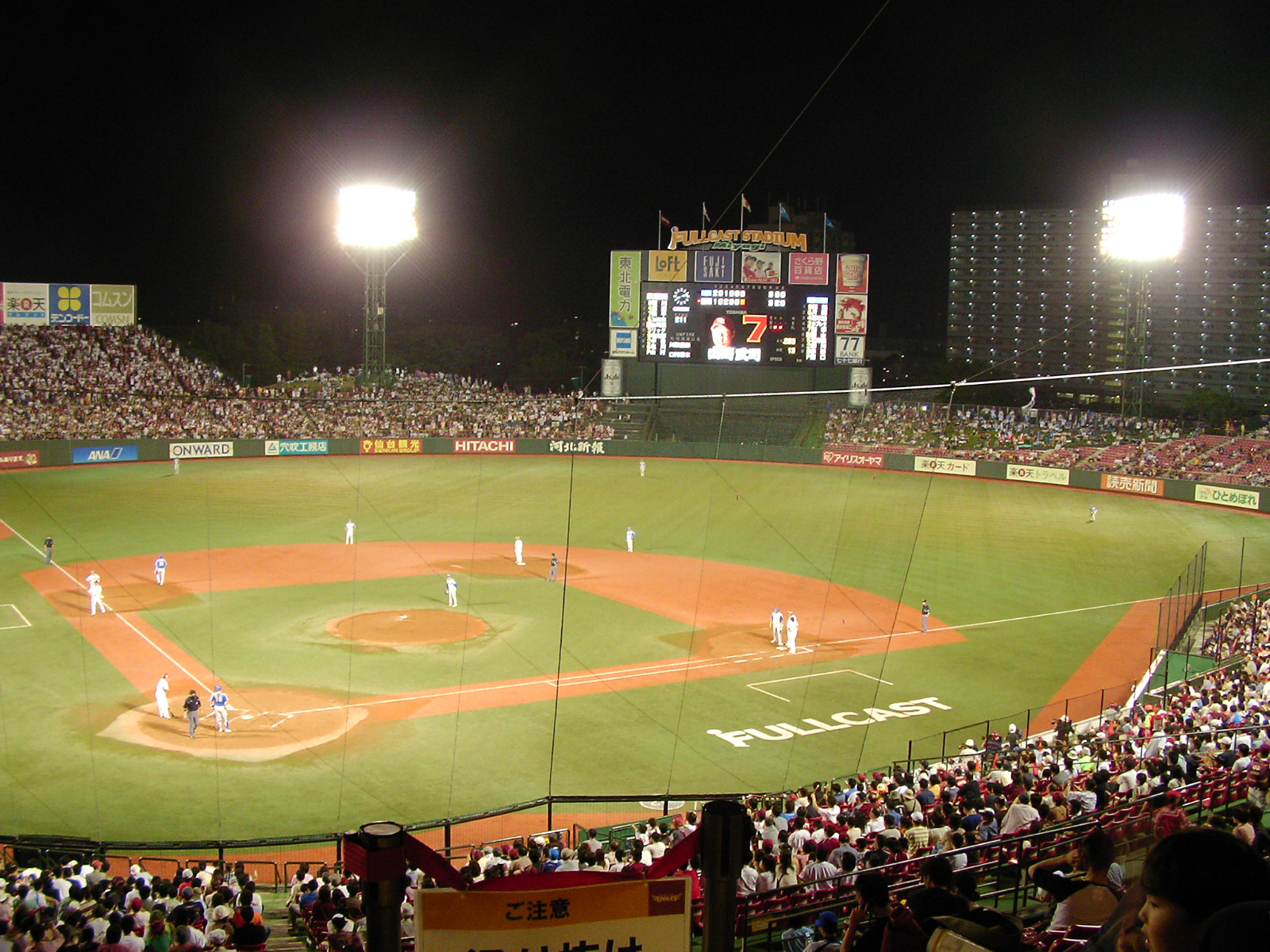
東北楽天ゴールデンイーグルスの公式戦ナイトゲーム（宮城球場）

2004年9月16日、インターネット関連企業「ライブドア」の100%出資子会社「ライブドアベースボール」が日本野球機構（NPB）に加盟申請。新球団の本拠地を仙台（宮城球場）とする発表が出された。仙台市民や浅野史郎宮城県知事（当時）は、「やっと仙台にもプロ野球チームができる」と、応援した。
2004年9月22日、同じくインターネット関連企業「楽天」も本拠地を仙台にするという声明が出された。この声明によって、仙台市側は、嬉しさの反面、プロ野球球団が混在する状態になるため混乱するという声も上がっていた。
2004年11月2日、プロ野球オーナー会議にて東北楽天ゴールデンイーグルスの加盟が正式承認された。楽天は本拠地候補に当初大阪や神戸を、次いで長野を挙げており、ライブドアが仙台を本拠地として挙げてから急遽仙台に変更した経緯がある。その間仙台市民のなかではライブドアへの関心が非常に高まっていたこともあり、仙台市民のアンケートではライブドア支持の声が圧倒的であった。そのため楽天の加盟承認にはとまどいの声もあった。

### 公営競技
仙台市には公営競技場がひとつも存在しない。過去には地方競馬の仙台競馬場が存在したが、1960年に廃止されている。仙台市内には競技場どころか場外発売所も設置されておらず、市民は周辺市町村の場外発売所に出向くことになる。
仙台都市圏#公営競技も参照。

## アマチュアスポーツ
高校や大学のスポーツでは、バレーボール、バスケットボール、フィギュアスケート、アイスホッケー、ゴルフなどに全国レベルの強豪校が存在する。野球では東北高校や仙台育英学園高校や東北福祉大学などの強豪校がある。2004年の都道府県出身地別プロ野球選手数において、宮城県は14人で全国19位。また、仙台以外の出身であっても、アマ時代に仙台の高校や大学でプレーし、後にプロ野球選手となって活躍している金本知憲、嶋重宣、ダルビッシュ有、和田一浩など、スポーツにおける門戸開放が進んでいる。
その他、日本で唯一、サーフスポットとスキー場の両方が市内にある大都市であるため、市民の間では、サーフィンやボディボード、スキーやスノーボードなども盛んである。また、仙台で創始された格闘技の空道の大会が毎年行われている。

### 高校

#### 甲子園
2023年甲子園終了時点の合計。夏の大会の代表については全国高等学校野球選手権宮城大会も参照。
- 仙台育英：計45回（春15、夏30）最高戦績-優勝
- 東北：計42回（春20、夏22）最高戦績-準優勝
- 仙台商：計4回（春1、夏3）最高戦績-ベスト8
- 仙台二：計3回（春0、夏3）最高戦績-ベスト4
- 仙台一：計3回（春0、夏3）通算0勝3敗
- 仙台西：計1回（春0、夏1）通算0勝1敗
- 仙台：計1回（春0、夏1）通算0勝1敗
- 古川工：計1回（春0、夏1）通算0勝1敗
- 利府：計1回（春0、夏1）通算1勝1敗
- 東北学院：計1回（春0、夏1）通算1勝1敗[23]

##### 選抜高等学校野球大会
- 1972年 : ベスト4 東北高校
- 2001年 : 準優勝 仙台育英学園高校

##### 全国高等学校野球選手権大会
- 1947年 : ベスト4 仙台二中
- 1959年 : ベスト4 東北高校
- 1989年 : 準優勝 仙台育英学園高校
- 2003年 : 準優勝 東北高校
- 2022年 : 優勝 仙台育英学園高校

#### バスケットボール

##### インターハイ
- 1968年 : ベスト4 仙台第一高校
- 1993年 : ベスト4 聖和学園高校 (女子)
- 1994年 : 準優勝 聖和学園高校 (女子)
- 1996年 : ベスト4 仙台高校
- 1996年 : ベスト4 聖和学園高校 (女子)
- 1997年 : ベスト4 仙台高校
- 1997年 : 優勝 聖和学園高校 (女子)
- 1998年 : 準優勝 仙台高校
- 1999年 : ベスト4 仙台高校
- 2000年 : ベスト4 仙台高校
- 2007年 : ベスト4 明成高校
- 2010年 : 準優勝 明成高校
- 2010年 : ベスト4 明成高校 (女子)

##### ウィンターカップ
全国高等学校バスケットボール選抜優勝大会は、「ウィンターカップ」の通称を持つ。
- 1991年 : 3位 仙台高校
- 1993年 : 4位 聖和学園高校 (女子)
- 1995年 : 準優勝 仙台高校
- 1997年 : 3位 仙台高校
- 1997年 : 4位 聖和学園高校 (女子)
- 1998年 : 3位 仙台高校
- 1999年 : 優勝 仙台高校
- 2000年 : 優勝 仙台高校
- 2009年 : 優勝 明成高校

#### サッカー
常盤木学園高等学校女子サッカー部が2部に当たるなでしこチャレンジリーグイーストに2010年より参戦。2連覇をしているなど高校女子サッカー界では強豪校である。2011年の女子サッカーワールドカップで優勝したなでしこジャパンの中に常磐木OG（熊谷紗希、鮫島彩、田中明日菜）がいた。

##### 全国高等学校サッカー選手権大会
- 仙台育英：計36回 最高戦績-ベスト4
- 宮城県工：計8回 最高戦績-ベスト4
- 東北：計8回 最高戦績-ベスト8
- 東北学院：計4回 最高戦績-ベスト8
- 聖和学園：計4回 最高戦績-2回戦
- 利府：計2回 最高戦績-1回戦
- 仙台向山：計2回 最高戦績-2回戦
- 仙台第一：計1回 最高戦績-1回戦
- 仙台第二：計1回 最高戦績-1回戦
- 宮城師範：計1回 最高戦績-1回戦

##### 常盤木学園高等学校 (女子)
- 全日本高等学校女子サッカー選手権大会 (2002、2008、2009、2011、2012)
- JFA 全日本U-18女子サッカー選手権大会 (2006、2007、2008)
- 選抜高校女子サッカー大会 (2005、2007、2008、2010、2012、2013)
- 国民体育大会[注 1] (2013、2014)
- 全国高等学校総合体育大会サッカー競技大会 (2018)

##### 聖和学園高等学校 (女子)
- 全日本高等学校女子サッカー選手権大会 (1992、1998、2001)
- 選抜高校女子サッカー大会 (1995)

#### 定期戦
仙台では、仙台一高二高定期戦、三女子校定期戦（現在は廃止）、泉三校定期戦など高校対抗のスポーツの定期戦が活発に行われている。中でも例年5月に行われる「仙台一高・仙台二高硬式野球部定期戦」は「杜の都の早慶戦」とも呼ばれ、試合の行われる宮城球場からTBCテレビで1時間生中継されるほどである（両校出身の経済人が地元企業トップに多いため、スポンサーが付く）。この野球定期戦に至るまで、両校は様々なプレ行事を仙台市都心部で行い、外回りをしている両校出身のサラリーマンなどから声援や野次が飛ぶ。

### 大学
野球では、仙台六大学野球連盟と南東北大学野球連盟に分かれる。アメリカンフットボールでは、全日本大学アメリカンフットボール選手権大会の東日本代表決定戦準決勝として東北代表と北海道代表が対戦するパインボウルが行われ、隔年で仙台市内の競技場が会場となる。

#### 全日本大学野球選手権大会
- 東北福祉大学 : 優勝 2回（1991、2004）、準優勝 6回（1987、1988、1990、1995、2000、2005）

#### 日本学生トライアスロン選手権（男子団体の部）
- 東北大学: 優勝 4回（2005, 2009, 2010, 2013）、準優勝 2回（2008, 2012）、3位 1回（2006）

#### 日本大学トライアスロン選抜大会（男子団体の部）
- 東北大学: 優勝 4回（2003, 2007, 2008, 2009）、3位 3回（2002, 2010, 2011）

### その他

#### リトルリーグ
2002年、仙台東リーグ選抜チームが、全日本リトルリーグ選手権全国大会で優勝。日本代表としてアジア太平洋地区大会に出場して優勝。アジア太平洋地区代表として世界選手権・国際グループに出場し優勝。世界一をかけ、アメリカ代表とワールドシリーズを戦い、0-1で負け、準優勝に終わる。このときのメンバーに佐藤由規がいた。
2004年も全日本リトルリーグ選手権全国大会で優勝し、日本代表としてアジア太平洋地区大会に出場したが、世界選手権出場の切符は逃した。

## スター選手
仙台は、食べ物に恵まれ、年間を通して過ごしやすい気候であるため、仙台の人々は温和でノンビリしており、大学進学やスポーツの面で昔から「競争心に欠ける」と言われてきた。しかし、近年のスポーツ界では、日本各地から仙台市内の高校・大学に進学し、そこでの生活・経験からスター選手へと駆け上がる者を輩出するようになってきている。加えて海外からのスポーツ留学生も積極的に受け入れるようになり、後にオリンピック金メダル獲得など世界レベルで活躍する選手も現れている。2004年の地方別プロ野球選手数では、関東地方や近畿地方の都市には遠く及ばないものの、チームの中心選手やスター選手として活躍する者や、野球以外のスポーツで活躍しているスター選手もいる。サッカーでは香川真司、板倉滉、長谷川唯、宮澤ひなたが奇しくもマンチェスターの二大巨頭(ユナイテッド、シティ)にステップアップした。

### 仙台の三大「あいチャン」
- 福原愛（プロ卓球選手。「天才卓球少女・愛ちゃん」。広東省チーム所属。仙台市出身）
- 宮里藍（女子プロゴルファー。仙台市内にある東北高校卒）
- 大友愛（プロバレーボール選手。Vリーグ・JTマーヴェラス所属。2005年ワールドグランプリで活躍した。仙台市出身）

近年では、宮里藍の代わりに絹川愛（陸上選手。仙台育英高校卒）を入れて、仙台の三大「愛ちゃん」とすることがある。

### スター選手
サッカー
- シュミット・ダニエル（プロサッカー選手。中央大学卒。KAAヘント所属。日本代表）
- 板倉滉（プロサッカー選手。元ベガルタ仙台。ボルシア・メンヒェングラートバッハ所属。日本代表）
- 西村拓真（プロサッカー選手。元ベガルタ仙台。横浜F・マリノス所属。日本代表）
- 小畑裕馬（プロサッカー選手。ベガルタユース卒。ベガルタ仙台所属。パリ五輪日本代表候補）
- 香川真司（プロサッカー選手。FCみやぎバルセロナ出身。セレッソ大阪所属。元日本代表）
- 庄子春男（ベガルタ仙台ゼネラルマネージャー）
- 加藤久（プロサッカー選手。仙台第二高校卒）
- 鈴木満（鹿島アントラーズ常務取締役）
- 武田信平（川崎フロンターレ元会長）
- 大槻毅（ザスパクサツ群馬監督）
- 遠藤康（プロサッカー選手。ベガルタ仙台所属。元世代別日本代表）
- 奥埜博亮（プロサッカー選手。ベガルタユース卒。セレッソ大阪所属）
- 郷家友太（プロサッカー選手。ベガルタ仙台所属。元世代別日本代表）
- 佐藤洋平（プロサッカー選手。仙台市出身。宮城県工業高校卒。鹿島アントラーズGKコーチ）
- 今野泰幸（プロサッカー選手。東北高校卒。南葛SC所属。元日本代表）
- 加藤望（仙台市出身。元柏レイソル監督）
- 土橋正樹（元日本代表。東北学院高校卒）
- 萬代宏樹（仙台市出身。元世代別日本代表）
- 芳賀博信（仙台育英高校卒。ＮＰＯ法人セカンドサポート理事長）
- 熊谷紗希（女子サッカー選手。常盤木学園高校卒。バイエルン・ミュンヘン所属。日本女子代表）
- 宮澤ひなた（女子サッカー選手。2023 FIFA女子ワールドカップ得点王。元マイナビ仙台レディース。マンチェスター・ユナイテッドWFC所属。日本女子代表）
- 長野風花（女子サッカー選手。元マイナビ仙台レディース。リヴァプールFCウィメン所属。日本女子代表）
- 長谷川唯（女子サッカー選手。宮城県生まれ。マンチェスター・シティWFC所属。日本女子代表）
- 田中明日菜（女子サッカー選手。常盤木学園高校卒。元日本女子代表）
- 京川舞（女子サッカー選手。常盤木学園高校卒。1.FFCトゥルビネ・ポツダム所属。日本女子代表）
- 遠藤ゆめ（女子サッカー選手。マイナビ仙台アカデミー卒。）

フィギュアスケート
- 荒川静香（フィギュアスケート選手。東北高校卒。1998年長野オリンピック出場。2004年世界選手権優勝。2006年トリノ・オリンピック金メダリスト）
- 荒井万里絵（フィギュアスケート選手。東北高校→東北福祉大卒）
- 鈴木明子（フィギュアスケート選手。東北福祉大卒）
- 田村岳斗（フィギュアスケート選手。東北高校卒）
- 羽生結弦（フィギュアスケート選手。東北高校卒。2014年ソチオリンピック金メダリスト）
- 本田武史（フィギュアスケート選手。東北高校卒）

プロ野球
- 佐々木主浩（「ハマの大魔神」。元横浜ベイスターズ・シアトル・マリナーズ。東北高校→東北福祉大卒）
- 斎藤隆（元ロサンゼルス・ドジャース他、現。東北高校→東北福祉大卒）
- 金本知憲（「アニキ」。元広島東洋カープ・阪神タイガース。東北福祉大卒）
- 嶋重宣（「赤ゴジラ」。元広島東洋カープ・埼玉西武ライオンズ。東北高校卒）
- ダルビッシュ有（テキサス・レンジャーズ。東北高校卒）
- 和田一浩（元西武ライオンズ・中日ドラゴンズ。東北福祉大卒）
- 岸孝之（東北楽天ゴールデンイーグルス。東北学院大学卒）
- 山田脩也（阪神タイガース。仙台育英高卒）

### その他のスター選手
- 千葉すず（水泳選手。仙台市出身）
- 森田智己（水泳選手。東北高校卒）
- 福藤豊（日本人初のNHL選手。東北高校卒。H.C. TOCHIGI 日光アイスバックス所属）
- ニールソン武蓮伝（ラグビー選手。仙台育英高校卒。仙台育英高校コーチ）
- 畠山健介（ラグビー選手。仙台育英高校卒。サントリーサンゴリアス所属）
- アンダーソン・ネーサン（ラグビー選手。仙台育英高校卒）
- 井村久美子（陸上競技選手。仙台育英高校卒）
- 高橋千恵美（陸上競技選手。聖和学園高校卒）
- ダニエル・ジェンガ（陸上競技選手。仙台育英高校卒）
- サムエル・ワンジル（陸上競技選手。仙台育英高校卒。2008年北京オリンピック金メダリスト）
- ジェームス・ワイナイナ（陸上競技選手。仙台育英高校卒）
- ジュリアス・ギタヒ（陸上競技選手。仙台育英高校卒）
- ミカ・ジェル（陸上競技選手。仙台育英高校卒）
- 八村塁 (プロバスケットボール選手。明成高校卒。NBA ロサンゼルス・レイカーズ所属)
- 志村雄彦 (元プロバスケットボール選手。仙台市<旧・泉市>出身。仙台高校卒。仙台89ERSゼネラルマネージャー)
- 阿部理（元プロバスケットボール選手。仙台第二高校卒。解説者。元トヨタ自動車アルバルク他）
- 宍戸治一（元プロバスケットボール選手。仙台高校卒。元レバンガ北海道他）
- 柏倉秀徳（元プロバスケットボール選手。仙台高校卒。元パスラボ山形ワイヴァンズ他）
- 加藤真（元プロバスケットボール選手。東北学院高校→東北学院大卒。仙台89ERSスクールコーチ）
- 佐藤濯（元プロバスケットボール選手。仙台高校卒。仙台89ERSスクールコーチ）
- 川村卓也（プロバスケットボール選手。小学校から中学途中まで仙台で過ごす。シーホース三河所属）
- 佐々木瑛 (バスケットボール選手。仙台市出身。東北学院高校卒。3x3プレミア・ZETHREE.EXE所属。金沢工業大学助教授・同バスケットボール部監督。元パスラボ山形ワイヴァンズ、サイバーダイン茨城ロボッツ)
- 片岡大晴（プロバスケットボール選手。仙台市出身。仙台高校卒。仙台89ERS所属）
- 山口祐希（プロバスケットボール選手。仙台高校卒。富山グラウジーズ所属）
- 伊藤駿（プロバスケットボール選手。仙台市出身。明成高校卒。秋田ノーザンハピネッツ所属）
- 畠山俊樹 (プロバスケットボール選手。仙台市出身。明成高校卒。大阪エヴェッサ所属）
- 石川海斗（プロバスケットボール選手。明成高校卒。熊本ヴォルターズ所属）
- 白戸大聖 (プロバスケットボール選手。明成高校卒。仙台89ERS所属)
- 宮本滉希 (プロバスケットボール選手。仙台市出身。明成高校卒。青森ワッツ所属）
- 小松昌弘 (バスケットボール選手。仙台市出身。仙台高校卒。3x3プレミア・TOKYO DIME.EXE所属。3人制バスケットボール日本代表)
- 相澤優子（バスケットボール選手。聖和学園高校→東北学院大卒）
- 杉田祐一（プロテニス選手。仙台市出身）
- 岸川聖也（卓球選手。仙台育英高校卒）
- 張本智和（卓球選手。仙台市出身）
- 平野早矢香（卓球選手。仙台育英高校卒）
- 楊玉華（卓球選手。東北福祉大卒）
- 佐藤利香（卓球選手。仙台市出身）
- 大岡博華（卓球選手。仙台育英高校卒）
- 宮里優作（プロゴルファー。東北福祉大卒）
- 谷原秀人（プロゴルファー。東北福祉大卒）
- 星野英正（プロゴルファー。仙台育英高校→東北福祉大卒）
- 松山英樹（プロゴルファー。東北福祉大卒）
- 佐伯三貴（プロゴルファー。東北福祉大卒）
- 原江里菜（プロゴルファー。東北高校卒→東北福祉大在学）
- 佐藤伊知子（バレーボール選手。聖和学園高校→東北福祉大卒）
- 板橋恵（バレーボール選手。東北福祉大卒）
- 奥野浩昭（バレーボール選手。仙台商業高校卒）
- 相澤寿（バレーボール選手。仙台商業高校卒）
- 畑中みゆき（フリースタイルスキー選手。聖和学園高校卒）
- マキシモ・ブランコ（レスリング選手、総合格闘家。仙台育英高校卒）
- 平山優（バドミントン選手、聖ウルスラ学院英智高校卒）
- 五城楼勝洋（大相撲力士、東北高校中退）
- 斎藤清作（たこ八郎）（プロボクサー。仙台育英高校卒）
- 芳賀勝男（プロボクサー。仙台育英高校卒）
- 佐藤仁徳（プロボクサー。仙台育英高校→東北福祉大卒）
- 増田成幸（自転車競技選手。仙台市出身）

## 恒例のスポーツイベント

### 世界ツアー
- 5月 「モトクロス世界選手権-日本グランプリ」（スポーツランドSUGO - 村田町）

### マラソン・駅伝
現在では実業団と大学の女子駅伝日本一を決める大会が、宮城県に集約されている。
- 5月 「仙台国際ハーフマラソン」
- 10月 「全日本大学女子駅伝対校選手権大会」（別称：「杜の都駅伝」）
- 11月「全日本実業団対抗女子駅伝競走大会」

### 単独開催
- 6月 「北斗旗 全日本体力別選手権大会」（仙台発祥の格闘技の全国大会）
- 8月 「三笠宮杯ツール・ド・とうほく」（自転車ロードレース）
- 8月 「仙台カップ国際ユースサッカー大会」（ユアテックスタジアム仙台）
- 10月 「スーパーシニアゴルフ全国決勝大会」（高齢者ゴルフの甲子園）

### 国内ツアー

#### 各種競技
- 5月 マウンテンバイク「JCFジャパンシリーズ」 XC J1第3戦（泉ヶ岳）
- 7月 トライアスロン「Japan Cup」 トップ大会A 第3戦（兼Asia Cup）（仙台港）
- 9月 女子ゴルフ「ダンロップ女子オープン」（利府GC - 利府町）
- 10月 サーフィン「Japan Pro Surfing Tour」 最終戦 All Japan Pro（仙台港）

#### カーレース
- 4月 「スーパー耐久」 開幕戦
- 5月 「Japan Le Mans Challenge」 開幕戦
- 6月 「D1 GRAND PRIX」 D1GP第4戦、D1SL第3戦
- 7月 「SUPER GT」 第5戦
- 9月 「フォーミュラ・ニッポン」 第7戦
- 10月 「スーパー耐久」 第6戦

#### バイクレース
- 3月 「全日本モトクロス選手権」 開幕戦
- 4月 「エンデューロ全日本」 開幕戦
- 8月 「全日本スーパーモータード選手権」 第4戦
- 8月 「全日本ロードレース選手権」 第5戦
- 9月 「全日本トライアル選手権」 第6戦
- 10月 「全日本モトクロス選手権」 最終戦

## スポーツ施設

### プロスポーツ・大規模大会用
- 宮城県総合運動公園（グランディ・21）（利府町）
  - ひとめぼれスタジアム宮城（2002 FIFAワールドカップ開催地。サッカー、陸上競技、屋外コンサートなど）
  - セキスイハイムスーパーアリーナ（バスケットボール、コンサートなど）
- ユアテックスタジアム仙台（ベガルタ仙台、マイナビ仙台レディース、ソニー仙台FCの本拠地）
- 宮城野原公園総合運動場
  - 楽天生命パーク宮城（東北楽天ゴールデンイーグルスの本拠地）
  - 仙台市陸上競技場（→球場改修工事参照）
- 仙台市体育館（仙台89ERSの本拠地。Vリーグの試合なども開催される）
- スポーツランドSUGO（村田町）（モトクロス・日本グランプリ、フォーミュラ・ニッポン等）
- シェルコムせんだい（ドーム型多目的運動場。野球・ソフトボールなど）
- 元気フィールド仙台
  - 仙台市民球場（野球・ソフトボールなど）
- 楽天イーグルス利府球場（東北楽天ゴールデンイーグルスの二軍の本拠地の1つ）
- ゼビオアリーナ仙台（仙台89ERSの本拠地、仙台ベルフィーユも使用される。）

### その他
| - 仙台市青葉体育館 - 仙台市武道館 - 仙台市若林体育館 - 泉総合運動場 - 泉サッカー場 - 仙台市泉海洋センター - 仙台市宮城広瀬総合運動場 - 仙台市秋保体育館 - 仙台市七北田公園体育館 | - 宮城県第二総合運動場 - 宮城県武道館 - 宮城県弓道場 - 宮城県ラグビー場 - スポパーク松森 - アイスリンク仙台 - スキー場 - スプリングバレー泉高原スキー場 - 泉ヶ岳スキー場 |

### 閉鎖
- 宮城県スポーツセンター（プロレスなど）（2006年3月閉館）
- 仙台市レジャーセンター（1998年閉館）
- 八森スキー場（1970年閉場）
- 定義山スキー場
- 東北電力名取スポーツパーク（2012年閉鎖）
- 仙台ハイランド・レースウェイ（2014年閉鎖）

※ 廃止されたスケートリンクについては「アイスリンク仙台#仙台圏」を参照。

## 余録
- 仙台市内に仙台ハイランド、隣接する村田町にスポーツランドSUGOと2つのサーキット（双方とも仙台駅から25km程度）を抱えているため、市民にはモータースポーツ愛好者がいる。
- 仙台は雪質がそれほどよくなく、暖冬の年にはスキー場の積雪が充分でないため、全日本や国際大会は開かれない。しかし、仙台はスキーやスノーボードが盛んな地域であるため、中心部から車で1時間程度で行けるスキー場では、深夜までナイター営業をしており、アフター5でも充分に楽しめるようになっている。また、週末に24時間営業を行っているスキー場もあり、スキー場での音楽イベントや花火などを楽しんだり、早朝の引き締まった雪を味わったりと、多様な楽しみ方が出来る。
- バレーボール日本代表の応援としての「ニッポン・チャチャチャ!」は、仙台市の宮城県スポーツセンターで行われたバレーボールワールドカップ女子第5戦のアメリカ戦で行われたものが発祥である。それまではサッカーの応援でされていたもの（日本サッカー狂会を参考のこと）がバレーボールに持ち込まれた格好となった。
- 1897年（明治30年）頃、イギリス人宣教師のデヴィソンが、旧制二高（現在の東北大学の前身校の1つ）の学生であった佐藤幸三 ・田代三郎・河久保子朗らにフィギュアスケートを仙台城三の丸のお堀の五色沼で伝えたといわれ、仙台はフィギュアスケートの発祥地といわれている（日本ではじめてスケートそのものが行われたのは札幌であり、1877年札幌農学校のアメリカ人教師ブルックスが紹介したのが最初だと言われている）。
五色沼では、1931年（昭和6年）に全日本選手権も開かれたりもしたが、現在は冬季の気温が上がり、充分な氷が張らなくなったため、五色沼でスケートはできなくなった。
- 2002年6月、FIFAワールドカップ日韓大会に出場するイタリア代表チームが、仙台市泉にキャンプを構え、約1ヶ月滞在した。イタリア国内リーグ・セリエA人気のため、多くの人とマスコミが見学に殺到した。イタリア代表の仙台キャンプの他にも、江戸時代の支倉常長のローマ教皇謁見、宮城県とローマ県の姉妹県関係などの縁があったことから、「仙台カップ国際ユースサッカー大会」が生まれた。
- 2002年6月、宮城スタジアムで、FIFAワールドカップ日韓大会の内3試合が行われた。アルゼンチン代表は宮城での試合は秋保温泉に宿を取る。
- 2003年9月、女子プロゴルフツアー「ミヤギテレビ杯ダンロップ女子オープンゴルフトーナメント」 にて、東北高校3年の宮里藍がアマチュアながら優勝し、翌月プロ宣言。史上初の女子高生プロゴルファーとなった。
- 2004年1月、バスケットボール女子アジア選手権が仙台市体育館で開催され、日本は山形出身の大神雄子の活躍もあり宿敵・韓国を延長戦の末降し準優勝でアテネ五輪出場権を獲得した。この試合は「仙台の奇跡」と呼ばれている。
- 2005年7月、女子バレーボール・ワールドグランプリの決勝ラウンド仙台大会が仙台市体育館で行われた。宮城県出身者が4人も代表に選ばれ、山形出身の高橋みゆきも活躍した。会場は連日満員となり、テレビ放送も高視聴率を得た。仙台出身の大友愛や、岩沼出身の菅山かおるがチームの柱として活躍し、全国的に人気を博した。
- 2006年8月19日から9月3日にかけて、バスケットボール世界選手権が日本で開催された。仙台市体育館が、グループゲームラウンドの会場の一つになっており、アテネ五輪金メダリストのアルゼンチン代表らが登場した。また、セネガル代表として同大会に出場したマーマドゥ・ディオウフは当時仙台89ERSに所属していた。
- 同年11月、約2週間バレーボール男子世界選手権の1次・2次リーグが仙台市体育館で行われ、特に2次リーグでは日本が登場しチュニジア・カナダを降し念願のベスト8を決めた。
- 2012年11月3日、ゼビオアリーナ仙台にて帝拳プロモーション主催のWBCダブル世界戦が開かれ、フライ級で秋田出身の五十嵐俊幸、バンタム級で山中慎介がともに防衛を果たした。
- 2015年10月30日から11月1日にかけて、ゼビオアリーナ仙台にてITTF女子ワールドカップが開かれ、仙台出身の福原愛らを擁する日本は、石川佳純が歴代最高成績たる準優勝を果たした。
- 2021年、東京五輪の野球競技に向けて仙台市内で直前合宿をした野球日本代表が悲願の金メダルを獲得。
- 2023年7月14日、ニュージーランドとオーストラリアにて開催のFIFA女子ワールドカップに向けた壮行試合をユアテックスタジアム仙台で行ったが、本大会でマイナビ仙台レディース所属の宮澤ひなたが日本人女性史上2人目となる大会得点王（ゴールデンブーツ）を獲得し、チームも2度目のフェアプレー賞を受賞。

## スポーツ情報番組

### ローカル番組

#### テレビ
- 仙台放送「スポルたん!LIVE」
- 東日本放送「KICK OFF! MIYAGI」
- 東北放送「ヒーローインタビュー」「地元スポーツ応援団スポッち!」(終了)
- ミヤギテレビ「ミヤテレスタジアム」

#### ラジオ
- ラジオ３「Vega-style☆Gold」
- Date fm「WE ARE EAGLER!」
- Date fm「Home Town 僕らの街から」
- fmいずみ「ベガパラ」
- fmいずみ「モタ☆スポstyleRADIO」

### 番組内のコーナー
夕方ニュース番組の通常のスポーツコーナー以外のコーナー
- 東北放送「ウォッチン!みやぎ」の『ウォッチンSPORTS』『スポーツ!もう一丁』
- NHK仙台放送局「てれまさむね」の『ベガルタトーク』『がんばれイーグルス』『週刊楽天イーグルス』ほか
- ケーブルテレビ・キャベツ「スキダッちゃ!!」の『キャベスポ仙台89ERS～笑顔に会いたい～』（隔週木曜放送）